# Baltic Workboats
Baltic Workboats est une entreprise de construction navale estonienne dont les chantiers sont situés à Nasva, en Estonie et à Tampa, en Floride. Baltic Workboats a construit plus de 190 bateaux et navires de tailles différentes pour les pilotes, les gardes-côtes, la police, l'inspection de la pêche, les instituts de recherche et plusieurs ports.

## Historique

### 1967
Un chantier de réparation navale avec un petit port et une cale est établi.

### 1998 - 2000
Une nouvelle ère avec de nouveaux propriétaires commence. Une modernisation à grande échelle est réalisée. De nouvelles structures de construction navale contemporaines dotées des derniers équipements sont construites. Le premier bateau-pilote en aluminium de 14 m appelé Watercat Pilot 140 est lancé pour l'organisation estonienne de pilotage.

### 2000 - 2010
Baltic Workboats continue son développement avec la série Watercat Pilot. 
En 2004, le premier patrouilleur rapide Baltic 1800 de 19,5 mètres est lancé. De nombreux autres bateaux en aluminium sont également produits. Un certain nombre de navires de patrouille rapide Baltic 2400 de 24 à 26 mètres sont livrés à de nombreux pays dans différentes versions. 
Deux contrats sont également signés pour la construction de catamarans de 24 mètres. Ces nouveaux bâtiments sont réalisés en collaboration avec le concepteur de catamaran australien Incat Crowther.

### Depuis 2010
Des patrouilleurs rapides de 26,5 mètres sont livrés aux garde-côtes suédois. 
En 2015, le premier ferry à double extrémité certifié glace de 45 mètres pour les liaisons avec les petites îles estoniennes est livré.